# Ороховатский, Ефим Савельевич
Ефим Савельевич Ороховатский (1903—1977) — участник Великой Отечественной войны, Герой Советского Союза (1945).

## Биография
Родился 15 февраля 1903 года на хуторе Глухмановский области Войска Донского, ныне Обливского района Ростовской области.
В Красной Армии с 24 октября 1925 года. Член ВКП(б) с 1928 года. В 1931 году окончил Киевскую пехотную школу.
С первых дней Великой Отечественной войны – в действующей армии. Воевал на Юго-Западном фронте. 28 августа 1941 года был ранен и контужен. При выписке из госпиталя был признан негодным к строевой службе, однако настоял на возвращении в действующую армию. С декабря 1941 года воевал на Западном фронте в должности командира 1266-го стрелкового полка 385-й стрелковой дивизии. Принимал участие в тяжелых кровопролитных боях на смоленском направлении. 27 марта 1942 года ранен во второй раз.
После излечения назначен командиром 26-го гвардейского воздушно-десантного  полка в формируемой 9-й гвардейской воздушно-десантной дивизии. Воевал на Северо-Западном, Воронежском, Степном (с 20 октября 1943 года – 2-й Украинский) и 1-м Украинском фронтах. Принимал участие в боях в районе города Старая Русса ныне Новгородской области, Курской битве, Белгородско-Харьковской наступательной операции, освобождении Левобережной Украины, битве за Днепр, Кировоградской, Уманско-Ботошанской и Львовско-Сандомирской наступательных операциях.
Особо отличился в ходе Сандомирско-Силезской наступательной операции. 12 января 1945 года полк Ороховатского прорвал укрепленную оборону противника в районе города Стопница (ныне Буский повят Свентокшиского воеводства, Польша), развивая наступление, на следующий день принял участие в овладении городом Буско-Здруй. В ходе наступательных боев, продвигаясь в первом эшелоне дивизии, гвардейцы Ороховатского форсировали реки Нида, Линч и, уничтожая отходящего противника и захватывая его технику и запасы, овладели большим количеством населенных пунктов. Полк первым в дивизии вышел на границу с Германией, форсировал реку Одер, захватил плацдарм и обеспечил переправу остальных частей дивизии.
В дальнейшем принимал участие в Нижнесилезской, Верхнесилезской, Берлинской и Пражской наступательных операциях.
Указом Президиума Верховного Совета СССР от 27 июня 1945 года за образцовое выполнение боевых заданий командования на фронте борьбы с немецкими захватчиками и проявленное при этом отвагу и геройство гвардии подполковнику Ороховатскому Ефиму Савельевичу присвоено звание Героя Советского Союза с вручением ордена Ленина и медали «Золотая Звезда».
После окончания войны продолжил службу в Вооруженных Силах. В 1950 году окончил курсы «Выстрел». С 1952 года подполковник Ороховатский – в запасе.
Жил и работал в городе Золотоноша ныне Черкасской области (Украина).
Умер 26 июня 1977 года.

## Награды
- Медаль «Золотая Звезда» Героя Советского Союза (27.06.1945, № 6045)[2].
- два ордена Ленина (27.06.1945, 15.11.1950[3])
- два ордена Красного Знамени  (18.09.1944, 06.11.1945[3])
- два ордена Красной Звезды (24.07.1942, 03.11.1944[3])
- медали.